# R46

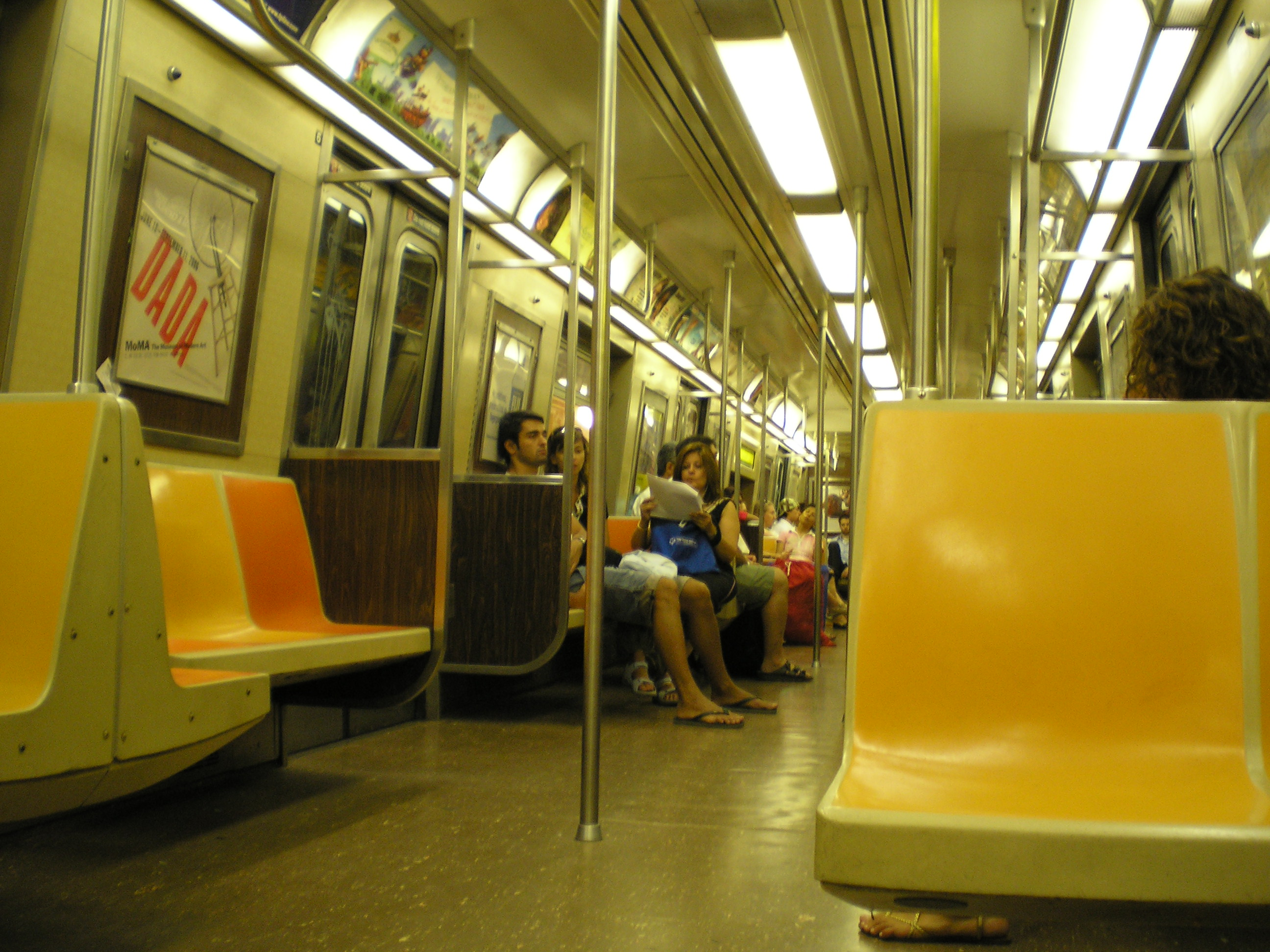
R46열차 내부촬영 사진

R46 열차는 뉴욕지하철의 열차중 하나다. R46열차는 뉴욕지하철의 IND/BMT부에서 운영을 하고 있다. 길이는 약 22.86m이며 제너럴 일렉트로닉의 모터를 사용한다. 현재 752개의 R46열차가 운영되고 있다.

## 사용 노선
- F
- G
- R
- V